# Valerija Pride
Valerija Pride (nome verdadeiro Valeriya Viktorovna Udalova) - figura pública da Rússia, uma dos fundadores do Movimento Trans-humanista Russo, membro do Conselho de Coordenação do Movimento Trans-humanista Russo, socióloga, futurologista, teórica do trans-humanismo. Co-fundadora e directora executiva da KrioRus - a primeira empresa de criónica fora dos Estados Unidos.

## Biografia
Em 1977, Valerija entrou no Instituto de Fisica e Tecnologia de Moscovo, na Faculdade de Gestão e Matemática Aplicada e graduou-se em 1984 com uma licenciatura em termodinâmica e dinâmica dos gases.
Foi pesquisadora, música de rock, empreendedora e escritora.
Em 2005, participou na criação do Movimento Trans-humanista Russo e em 2006 na KrioRus. Membro do Conselho Coordenador do Movimento Trans-humanista Russo. Participa constantemente nos media com artigos sobre futurologia, trans-humanismo, criónica e imortalidade.
No Outono de 2006 Valerija Pride foi uma das primeiras entre os cientistas russos a levantar a questão da criação de um montador molécular, ao falar no fórum internacional "projectos futuros" sobre o tema "Montador Molecular como um mega projecto nacional prioritário da Rússia".
Em 2007, Valerija Pride participou na palestra "A influência da ciência na situação política na Rússia: um olhar para o futuro" na Duma da Federação da Rússia.
Em 2008 gravou na SGU TV, um video "A modificação dos Direitos Humanos no séc XXI". Em Maio desse ano, participou como especialista convidada no projecto federal "Casa Russa do Futuro". Em 2008 e 2009 trabalhou como conselheira cientifica para a fundação "Ciência para a Extensão da Vida".
Desde outubro de 2008, combina o trabalho em KrioRus com o trabalho de investigação no projecto "Diagrama do Sistema de Envelhecimento Humano".
Desde Julho de 2009, tem liderado a empresa de criónica KrioRus

## Factos Interessantes
- Valerija Pride nasceu durante o tsunami de 23 de maio 1960[7] na aldeia costeira de RHM-66[8] sobre a península de Kamchatka. O tsunami foi causado pelo grande terremoto do Chile.
- Em janeiro de 2008 foi criogenado o cão de Valerija Pride, que foi o primeiro cão a ser criogenado na Rússia[9].
- Em setembro de 2009 também foi criogenada a mãe de Valerija Pride - Chërnaya Lyubovʹ Pantelyeevna.

## Ligações Externas
- «Blog V. Pride» (em russo)
- «"Visitors from the future"» (em russo)
- KrioRus
- «Movimento Trans-humanista Russo» (em russo)